# Thomas Haden Church
Thomas Haden Church, geboren als Thomas Richard McMillen (Kerrville (Texas), 17 juni 1960) is een Amerikaanse film- en tv-acteur. Hij werd voor zijn rol in Sideways (2004) genomineerd voor onder meer een Academy Award voor Beste Mannelijke Bijrol en een Golden Globe. Meer dan twintig andere filmprijzen kreeg hij daadwerkelijk toegekend, waaronder een Satellite Award voor Sideways en een Emmy Award voor Broken Trail (2006).

## Biografie

### Jonge jaren
Church, de derde van 6 kinderen, werd geboren in Kerrville, Texas en opgevoed in Laredo, Texas. Hij haalde zijn diploma aan de Harlingen High School, Harlingen, Texas in 1979 en studeerde daarna verder aan de Universiteit van Noord-Texas.

### Carrière
Church begon in de amusementswereld als radiopersoonlijkheid. Een rolletje in een onafhankelijke film overtuigde hem om naar Californië te gaan en een acteercarrière na te jagen. Church speelde de rol van de ietwat warrige luchthavenmonteur Lowell Mather gedurende zes seizoenen (1990-1995) van de NBC-sitcom Wings. Hij bleef daarna nog twee seizoenen voor de tv werken met een hoofdrol in Ned and Stacey, als tegenspeler van Debra Messing.
Als filmacteur had hij bijrollen in films als George of the Jungle en The Specials. Church speelde vaak de schurk of de vrolijke noot in deze films, wat vooral te zien is aan films als Tales from the Crypt: Demon Knight en Over the Hedge. Na kleine rollen in films als Monkeybone en 3000 Miles to Graceland maakte Church zijn regiedebuut met de film Rolling Kansas in 2003.
Church besloot na verloop van tijd even te stoppen met films en keerde terug naar Texas. Wel deed hij in die tijd werk als stemacteur voor reclames van Merrill Lynch en Icehouse Beer. In 2003 kwam Alexander Payne, een goede vriend van Church, een belofte na door hem een rol in zijn volgende film. Hij speelde zodoende Jack in Sideways. Dit leverde Church onder meer een IFP Independent Spirit Award op en een nominatie voor de Academy Award voor Beste Mannelijke Bijrol. In 2007 speelde Church de superschurk Sandman in de film Spider-Man 3, hij vertolkte deze rol veertien jaar later in de film Spider-Man: No Way Home in 2021.
Church woont op een ranch in Kerrville, Texas, waar Alexander Payne hem persoonlijk opzocht om hem de rol in Sideways te geven.

## Filmografie
- Wings (1990-1995)
- Tombstone (1993)
- Tales from the Crypt: Demon Knight (1995)
- Ned and Stacey (1995-1997)
- One Night Stand (1997)
- George of the Jungle (1997)
- Susan's Plan (1998)
- Mr. Murder (1998)
- Free Money (1998)
- Goosed (1999)
- The Specials (2000)
- 3000 Miles to Graceland (2001)
- Monkeybone (2001)
- The Badge (2002)
- Rolling Kansas (2003)
- George of the Jungle 2 (2003)
- Spanglish (2004)
- Sideways (2004)
- Over the Hedge (2006)
- Broken Trail (2006)
- Idiocracy (2006)
- Charlotte's Web (2006)
- Spider-Man 3 (2007)
- Smart People (2008)
- Imagine That (2009)
- Don McKay (2009)
- Easy A (2010)
- We Bought a Zoo (2011)
- Heaven Is for Real (2014)
- Max (2015)
- The Peanut Butter Falcon (2019)
- Spider-Man: No Way Home (2021)

## Prijzen

### Gewonnen
- 2007 Western Heritage Award Television Motion Picture (Broken Trail)
- 2005 Broadcast Film Critics Association Award Best Supporting Actor (Sideways)
- 2005 Central Ohio Film Critics Award Best Supporting Performance (Sideways)
- 2005 Dallas-Fort Worth Film Critics Association Best Supporting Actor (Sideways)
- 2005 Independent Spirit Award Best Supporting Male (Sideways)
- 2005 Iowa Film Critics Award Best Supporting Actor (Sideways)
- 2005 Kansas City Film Critics Circle Award Best Supporting Actor (Sideways)
- 2005 National Society of Film Critics Best Supporting Actor (Sideways)
- 2005 Online Film Critics Society Best Supporting Actor (Sideways)
- 2005 Satellite Award Best Actor in a Supporting Role, Comedy or Musical (Sideways
- 2005 Screen Actors Guild Award Outstanding Performance by Cast in a Motion Picture (Sideways)
- 2005 Utah Film Critics Society Best Supporting Actor (Sideways)
- 2004 Boston Society of Film Critics Best Supporting Actor (Sideways)
- 2004 Chicago Film Critics Association Best Supporting Actor (Sideways)
- 2004 Florida Film Critics Circle Best Supporting Actor (Sideways)
- 2004 Los Angeles Film Critics Association Best Supporting Actor (Sideways)
- 2004 National Board of Review Best Supporting Actor (Sideways)
- 2004 Phoenix Film Critics Society Best Supporting Actor (Sideways)
- 2004 San Francisco Film Critics Circle Best Supporting Actor (Sideways)
- 2004 Seattle Film Critics Award Best Supporting Actor (Sideways)
- 2004 Southeastern Film Critics Association Best Supporting Actor (Sideways)

### Genomineerd
- 2007 Golden Globe Award Best Performance by an Actor in a Supporting Role in a Series, Mini-Series or Motion Picture Made for Television (Broken Trail)
- 2007 Screen Actors Guild Award Outstanding Performance by a Male Actor in a Television Movie or Miniseries (Broken Trail)
- 2005 Academy Award Best Performance by an Actor in a Supporting Role (Sideways)
- 2005 Golden Globe Award Best Performance by an Actor in a Supporting Role in a Motion Picture (Sideways)
- 2005 Screen Actors Guild Award Outstanding Performance by a Male Actor in a Supporting Role (Sideways)